# Christian Friedrich Knorr
Christian Friedrich Knorr (* 19. Dezember 1646 in Osterode am Harz; † 4. Januar 1704 ebenda) war ein deutscher lutherischer Geistlicher, Konsistorialrat und Generalsuperintendent der Generaldiözese Grubenhagen und auf dem Harz.

## Leben
Christian Friedrich Knorr, ein Sohn des Regierungsrats Dr. Balthasar Knorr (1607–1675) und der Anna Magdalena geb. Blum (1617–1657), erhielt Privatunterricht und besuchte ab 1663 Klosterschule Walkenried, ehe er 1667 das Studium an der Universität Rinteln aufnahm. 1671 wechselte er an die Universität Jena. Nach einer Reise durch die Schweiz, Frankreich, England und die Niederlande schloss er seine Studien am 29. Mai 1676 als Lic. theol. in Helmstedt ab. 1675 wurde er Pastor und Superintendent an der Schlosskirche St. Jacobi in Osterode. Ab 1677 war er auch Generalsuperintendent für das Fürstentum Grubenhagen. 1687 wurde er Mitglied des Konsistoriums in Hannover.
Sein Epitaph mit Porträt in Öl befindet sich im Altarraum der Schlosskirche in Osterode.